# Die Bayerische

Altes Logo

Die Versicherungsgruppe die Bayerische, ehemals Bayerische Beamten Versicherungen (BBV), ist eine in der gesamten Bundesrepublik tätige Unternehmensgruppe mit Sitz in München-Neuperlach. Ihre Wurzeln reichen bis in das Jahr 1858 zurück. Muttergesellschaft ist die BY die Bayerische Vorsorge Lebensversicherung a.G. Die Bayerische vertreibt Lebensversicherungen, Sachversicherungen (Kraftfahrt, Haftpflicht, Rechtsschutz, Unfall) sowie Krankenzusatzversicherungen. Seit der Saison 2016/2017 ist die Bayerische Haupt- und Trikot-Sponsor des Fußballvereines TSV 1860 München.
Die Bayerische ist ein Versicherungsverein auf Gegenseitigkeit und Mitglied im Gesamtverband der Deutschen Versicherungswirtschaft (GDV).

## Unternehmensgruppe
Die BY die Bayerische Vorsorge Lebensversicherung a.G. (bis 1. April 2024: Bayerische Beamten Lebensversicherung a. G.) ist das Kernstück der Versicherungsgruppe sowie deren Muttergesellschaft. Unter dieser werden folgende Tochtergesellschaften im Versicherungsgeschäft geführt:
- BA die Bayerische Allgemeine Versicherung AG (Sachversicherungen)
- BL die Bayerische Lebensversicherung AG (Lebensversicherungs-Produkte)

Neben dem Versicherungsgeschäft wird im Konzern versicherungsnahes Geschäft betrieben, insbesondere durch die Bayerische Finanzberatungs- und Vermittlungs-GmbH, die Finanzdienstleistungen anbietet. Seit 2018 bündelt die Versicherungsgruppe ihre Vertriebsaktivitäten in einer neuen Tochtergesellschaft namens Pro Kunde AG. Zudem werden in der Anfang Januar 2019 gegründeten Bayerischen Digital AG (BayDit AG) nun alle digitalen Aktivitäten gebündelt, um neben Versicherungs- und Vertriebsaktivitäten auch digitale Lösungen auf dem Markt anbieten zu können.
Seit März 2021 ist die Bayerische an der Informationsplattform Worksurance beteiligt, die innovative Produkte zur Arbeitskraftabsicherung entwickelt.
Markenzeichen der Bayerischen ist ein Löwenkopf in Blau.

## Geschichte
Der Pensions- und Leichenverein für Oberkondukteure und Kondukteure der Königlich Bayerischen Staats-Eisenbahnen (später Sterbekasse bayerischer Staatsdiener) wurde 1858 eingerichtet. Als Rechtsvorgängerin der Bayerischen Beamten Lebensversicherung a. G. wurde 1902 die Pensions- und Sterbekasse des Bayerischen Verkehrsvereins (Bad Brückenau) gegründet. Die beiden Vereine schlossen sich 1903 zusammen.
1916 erfolgte die Umfirmierung in Bayerische Beamtenversicherungsanstalt, Versicherungsverein auf Gegenseitigkeit. Die Geschäftstätigkeit wurde 1927 auf das gesamte Gebiet des Deutschen Reichs ausgeweitet. Ab 1929 konnten sich alle Berufsgruppen versichern. Die Allgemeine Sachversicherungs-Aktiengesellschaft der Bayerischen Beamtenversicherungsanstalt wurde 1962 gegründet. 1972 erfolgte die Umfirmierung in Bayerische Beamten Lebensversicherung a. G. sowie in Bayerische Beamten Versicherung AG (Sachversicherung). Die Bayerische Beamten Versicherung AG wurde 2020 umfirmiert in BA die Bayerische Allgemeine Versicherung AG. 1987 war die Gründung der Neue Lebensversicherungs-Aktiengesellschaft der BBV (von 1988–2020 Neue Bayerische Beamten Lebensversicherung AG, seit 2020 BL die Bayerische Lebensversicherung AG). Die BBV Krankenversicherung AG wurde 1990 gegründet. 1999 wurde Klaus Dieter Schweickert, ehemaliger Vorstandschef der Bayerischen Beamten Versicherungen (BBV), wegen Untreue und Steuerhinterziehung verhaftet.
Die BBV Krankenversicherung AG nahm 1992 ihren Geschäftsbetrieb auf. 2008 erfolgte der Verkauf der BBV Krankenversicherung an die Bayerische Beamtenkrankenkasse. 2010 begann eine Konzentration des gesamten Neugeschäfts im Bereich „Leben“ auf die BL die Bayerische Lebensversicherung AG. 2012 war die Einführung der neuen Dachmarke „die Bayerische“. Die Bayerische wurde 2016 Hauptsponsor des TSV 1860 München. Weiterhin war die Bayerische von der Saison 2017/18 bis 2019/20 Premium- und offizieller Versicherungspartner des EHC Red Bull München.

## Organe

### Aufsichtsrat
Vorsitzender ist seit Juli 2019 Alexander Hemmelrath.

### Vorstand
- Herbert Schneidemann: Vorsitzender des Vorstands der Bayerische Beamten Lebensversicherung a.G., der BBV Holding AG und der BL die Bayerische Lebensversicherung AG; Mitglied des Vorstands der BA die Bayerische Allgemeine Versicherung AG.
- Martin Gräfer: Vorsitzender des Vorstands der BA die Bayerische Allgemeine Versicherung AG; Mitglied des Vorstands der Bayerischen Beamten Lebensversicherung a.G., der BBV Holding AG und der BL die Bayerische Lebensversicherung AG.
- Thomas Heigl: Mitglied des Vorstands der Bayerischen Beamten Lebensversicherung a.G., der BBV Holding AG, der BA die Bayerische Allgemeine Versicherung AG und der BL die Bayerische Lebensversicherung AG.